# تيس ويستر
تيس ويستر (بالهولندية: Tess Wester) مواليد 19 مايو 1993 في هيرهوخوفارد، هولندا، هي لاعبة كرة يد هولندية تلعب كحارس مرمى. مثلت منتخب هولندا لكرة اليد للسيدات. شاركت في دورة الألعاب الأولمبية الصيفية سنة 2016. حققت المركز الثاني في بطولة العالم لكرة اليد للسيدات 2015.

## سجل المنافسة
شاركت في البطولات التالية:
- الألعاب الأولمبية الصيفية 2016
- بطولة العالم لكرة اليد للسيدات 2015
- بطولة أوروبا لكرة اليد للسيدات 2014
- بطولة أوروبا لكرة اليد للسيدات 2016

## الإنجازات
- كأس ألمانيا:
  - الفوز: 2012
- بطولة العالم لكرة اليد للسيدات شباب:
  - الميدالية البرونزية: 2010
- بطولة العالم لكرة اليد للسيدات:
  - الميدالية الفضية: 2015
- كرة اليد في الألعاب الأولمبية الصيفية 2016:
  - المركز الرابع

## روابط خارجية
- تيس ويستر على موقع الاتحاد الدولي لكرة اليد (الإنجليزية)
- تيس ويستر على موقع الاتحاد الأوروبي لكرة اليد (الإنجليزية)
- تيس ويستر على موقع اللجنة الأولمبية الدولية (الإنجليزية)
- تيس ويستر على موقع أوليمبيديا (الإنجليزية)
- تيس ويستر على موقع تيم أن.أل (الهولندية)